# Andreas Schleicher

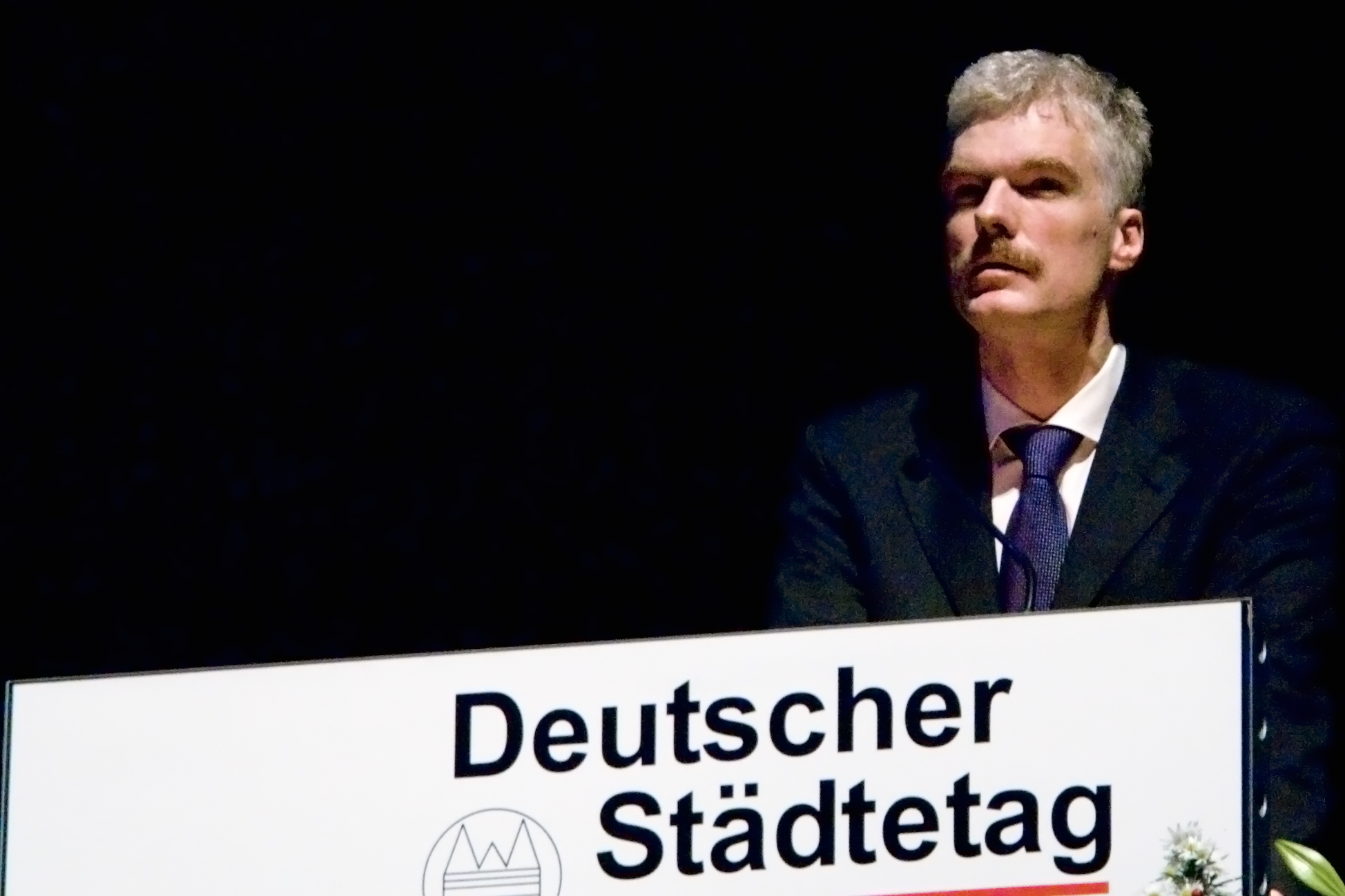
Schleicher en 2007.

Andreas Schleicher (1964 en Hamburgo) es un matemático, estadístico e investigador alemán en el área de la educación. 
Es director de Educación en la OCDE desde febrero de 2012, donde antes ejerció como director del Departamento para Indicadores y Análisis del Directorio para Educación.  Se le conoce por ser el coordinador del Programme for International Student Assessment (informe PISA).

## Biografía
El maestro de Schleicher lo catalogó en 1974 como "no apto para el bachillerato". Sin embargo su padre, un profesor universitario de pedagogía, procuró que el chico pudiera asistir a un liceo y lo envió a la Waldorfschule, en Hamburgo-Wandsbek. Allí Schleicher terminó su bachillerato con la mejor nota posible. Después de ello, estudió Física en Hamburgo y continuó con un estudio extra de matemáticas en la Universidad de Deakin en Australia, donde se graduó con una Maestría en Ciencias en 1992. Allí trabajó en el estudio de TIMSS.
De 1993 a 1994 trabajó para la International Association for Educational Achievement (IEA) en el Instituto de Investigación sobre la Educación en los Países Bajos. En 1994 pasó a ser gerente de proyectos en el Centre for Educational Research and Innovation (CERI) de la OCDE en París. A partir de 1995 concibió allí los estudios del programa PISA. En 1997 fue ascendido a director del Departamento de Indicadores y Análisis, dirección de educación. Schleicher está involucrado en numerosos proyectos de educación.
Andreas es miembro del Patronato de la red internacional de educación Teach For All
Andreas está casado y tiene tres hijos. Habla alemán, inglés, italiano y francés.

## Premios y reconocimientos
En 1993 recibió el premio Bruce-Choppin por su trabajo de maestría. 
En abril de 2003 obtuvo el Premio Theodor Heuss por su trabajo por la educación. Esto se enmarca en su dedicación al programa educativo PISA.
En 2006 la Universidad de Heidelberg lo hizo Profesor Honorario.